# Andrei Rădulescu
Andrei Rădulescu (Bucarest; 9 de febrero de 1925-1992) fue un delantero de fútbol rumano, árbitro y presidente de la Federación Rumana de Fútbol.

## Trayectoria
En 1942, comenzó su carrera en Venus București después de lo cual, se mudó a Timișoara, donde asistió a la Universidad Politécnica de Timișoara, donde jugó al fútbol para el equipo de la universidad, Politehnica Timișoara. Desde 1950 hasta 1954, jugó para el Rapid de Bucarest, logrando convertirse en el máximo goleador de la temporada de la Divizia A de 1950 con 18 goles marcados en 22 partidos.
En 1957, se convirtió en árbitro de fútbol, arbitrando partidos en la Liga I y la final de la Copa de Rumania de 1960. Fue seleccionado para arbitrar partidos en la Copa del Mundo de 1970, dirigiendo el juego Bélgica-El Salvador y siendo juez de línea en los juegos Israel-Suecia y Uruguay-Israel.
Después de retirarse de su carrera como árbitro en 1975, trabajó en la Federación Rumana de Fútbol, al principio como simple miembro, luego siendo presidente de la Comisión Central de Árbitros y de otras comisiones federales en diferentes periodos, llegando también a ser presidente de la Federación Rumana en dos periodos, el primero fue desde febrero de 1981 hasta julio de 1983 y la segunda fue en enero – febrero de 1990.
Jugó 4 partidos, anotando 2 goles para Rumania, debutando con el entrenador Iuliu Barátky en la Copa de los Balcanes de 1948 en una victoria por 3-2 contra Bulgaria. Su último partido con la selección fue un amistoso que terminó con una victoria por 6-0 contra Albania en la que marcó dos goles.

## Clubes
| Club                  | País    | Año       |
| --------------------- | ------- | --------- |
| Venus București       | Rumania | 1942-1943 |
| Politehnica Timişoara | Rumania | 1943-1949 |
| Rapid de Bucarest     | Rumania | 1950-1954 |

## Palmarés

### Títulos nacionales
| Título  | Equipo                | País    | Año     |
| ------- | --------------------- | ------- | ------- |
| Liga II | Politehnica Timişoara | Rumania | 1947-48 |
| Liga II | Rapid de Bucarest     | Rumania | 1952    |

### Distinciones individuales
| Distinción                   | Año  |
| ---------------------------- | ---- |
| Máximo goleador de la Liga I | 1950 |